# Пагегяй (станція)
Пагегяй (лит. Pagėgių geležinkelio stotis) — залізнична станція Литовських залізниць. Розташована в однойменному місті на півдні Литви. 

## Історія
Станція відкрита у 1875 році, в складі Мемель-Тильзитської залізниці. У 1904 році побудовано лінія до Таураге, з того часу станція снабула статусу вузлової.
Пасажирське сполучення відсутнє.